# 오늘의 강원
오늘의 강원은 춘천MBC 표준FM, 원주MBC 표준FM, MBC강원영동 표준FM에서 강원도 전역을 연결해 방송했던 강원 지역의 퇴근길 저녁종합뉴스 프로그램이다.

## 역사
1999년 4월 1일에 첫방송을 시작했으며, 원래는 매일까지 방송됐으나, 2015년 9월 20일 방송을 마지막으로 폐지되었다.

## 역대 방송시간
| 방송 채널                                        | 방송 기간                          | 방송 시간                  |
| ------------------------------------------------ | ---------------------------------- | -------------------------- |
| 춘천MBC 표준FM 원주MBC 표준FM MBC강원영동 표준FM | 1999년 4월 1일 ~ 2011년 10월 23일  | 매일 저녁 6:00 ~ 저녁 6:15 |
| 춘천MBC 표준FM 원주MBC 표준FM MBC강원영동 표준FM | 2011년 10월 24일 ~ 2015년 9월 20일 | 매일 저녁 6:00 ~ 저녁 6:10 |

## 지역별 주파수 안내

### 춘천MBC
- 춘천 FM 92.3MHz, AM 774kHz
- 인제 FM 88.9MHz

### 원주MBC
- 원주, 영월 FM 92.7MHz, AM 1242kHz
- 평창, 횡성 FM 102.5MHz

### MBC강원영동
- 강릉 FM 96.3MHz, AM 1287kHz
- 양양 FM 100.7MHz
- 삼척, 동해 FM 93.1MHz AM 1350kHz
- 태백, 정선 FM 101.5MHz

## 지역별 취재 기자

### 원주MBC
- 김형철 기자
- 차승헌 기자
- 김진아 기자
- 조성식 기자
- 권기만 기자
- 유나은 기자

### MBC강원영동 강릉
- 문병훈 기자
- 유인호 기자
- 이웅 기자
- 김인성 기자
- 박은지 기자
- 배연환 기자
- 홍한표 기자
- 김장원 기자

### MBC강원영동 삼척
- 이형진 보도부장 (부국장)
- 박준기 기자 (부국장)
- 황병춘 기자
- 조규한 기자
- 김형호 기자
- 이용철 기자